# یان اسکوپچک
یان اسکوپچک (چکی: Jan Skopeček; ۱۹ سپتامبر ۱۹۲۵ – ۲۷ ژوئیهٔ ۲۰۲۰) بازیگر و نمایشنامه نویس اهل کشور جمهوری چک بود. اسکوپچک که در لیتمیه‌رژیتسه به دنیا آمد، فعالیت بازیگری خود را در سال ۱۹۴۹ با حضور در نمایشنامه‌های متعدد آغاز کرد. او با بازیگر ویه‌را تیشانکووا ازدواج کرد. این زوج تا زمان مرگ تیشانکووا در ژانویه ۲۰۱۴ با هم ماندند. اسکوپچک در ۲۷ ژوئیه ۲۰۲۰ در سن ۹۴ سالگی درگذشت.
از فیلم‌ها یا برنامه‌های تلویزیونی که وی در آن نقش داشته‌است می‌توان به رومئو، ژولیت و تاریکی، پان تاو، فرشته تبهکار، شاه شاهان، و ساختمان پزشکان در باغ رز اشاره کرد.